# Doberschütz (Malschwitz)
Doberschütz, obersorbisch Dobrošecyⓘ, ist ein Dorf im ostsächsischen Landkreis Bautzen und gehört seit 1994 zur Gemeinde Malschwitz. Es liegt in der Oberlausitz und befindet sich im Siedlungsgebiet der Sorben.

## Geografie
Doberschütz ist ein erweiterter Rundweiler zwischen der Landstraße und der Kleinen Spree etwa sechs Kilometer nordöstlich von Bautzen und 2,5 km südwestlich von Malschwitz. Der Ort befindet sich am südöstlichen Rand der Spreeaue und der Oberlausitzer Teichlandschaft, unmittelbar dort, wo diese in die Hügellandschaft des Oberlausitzer Gefildes übergeht. Direkt am östlichen Dorfrand erhebt sich der Schafberg auf 181 m; im Süden befinden sich die Kreckwitzer Höhen (bis 196 m), der Weinberg (184 m) und die Koppatsche (189 m). Nach Norden erstreckt sich die flache Auenlandschaft der Spree, die für die Teichwirtschaft genutzt wird. Direkt am nördlichen Dorfende beginnen die Teiche.
Der Doberschützer Gutshof befindet sich am nordwestlichen Ende des Dorfes.
Die Nachbarorte sind Pließkowitz im Norden, Kreckwitz im Süden und Niedergurig hinter den Teichen im Westen.

## Geschichte
Der Ort wurde erstmals 1280 als Herrensitz des Hugo de Doberswicze urkundlich erwähnt. Bis ins 20. Jahrhundert hatte ein Rittergut seinen Sitz in Doberschütz, welches auch die Grundherrschaft im Dorf ausübte, wobei ein Anteil des Ortes dem Rat der Stadt Bautzen gehörte. Das Gut besaß auch Anteile umliegender Dörfer, z. B. von Briesing.
Im Mai 1813 kam es im Rahmen der Schlacht bei Bautzen in der nächsten Umgebung von Doberschütz zu heftigen Kämpfen, da die nahegelegenen Kreckwitzer Höhen aufgrund ihrer exponierten Lage eine Schlüsselstellung waren.
Mitte des 19. Jahrhunderts gehörte das Doberschützer Gut gemeinsam mit Niedergurig, Teichnitz, Groß- und Kleindubrau Christian Graf zur Lippe-Biesterfeld-Weißenfeld.
Doberschütz war bis 1936 eine eigenständige Landgemeinde; dann wurde es nach Niedergurig eingemeindet und kam gemeinsam mit diesem 1994 zur neuen Großgemeinde Malschwitz.

### Ortsname
Der Ortsname ist altsorbischen Ursprungs und wird vom Personennamen Dobruš („der Gute“, dobry = „gut“) abgeleitet. Die slawische Endung -itz ist typisch für die Region. Ältere Namensformen sind u. a. Dobitswitz (1334) und Doberschitz (1534).

## Bevölkerung
Im Jahre 1834 hatte der Ort 161 Einwohner. Diese Zahl verringerte sich bis zur Jahrhundertwende auf 130 und stieg danach wieder langsam an, mit einer erneuten geringen Abnahme nach 1990.
1884/85 zählte Arnošt Muka 153 Einwohner, die ausnahmslos alle Sorben waren. Damit war Doberschütz eines der letzten rein sorbischen Dörfer nordöstlich von Bautzen. Erst seit Mitte des 20. Jahrhunderts ist der Gebrauch des Sorbischen im Ort aufgrund von Assimilation und Zuzug Deutschsprachiger zurückgegangen.
Die Einwohner sind seit der Reformation fast ausschließlich evangelisch-lutherisch und seit dem 16. Jahrhundert nach Malschwitz gepfarrt.

## Wirtschaft und Infrastruktur
Durch Doberschütz verläuft die gut ausgebaute Staatsstraße 109 (Bautzen – Niesky); nur zwei Kilometer vom Ort entfernt außerdem die B 156 nach Weißwasser. Die Anschlussstelle Bautzen-Ost der A 4 (Dresden – Breslau) ist nur 3,5 km entfernt.
Östlich von Doberschütz wird im Steinbruch Granodiorit abgebaut, der früher als Bademöglichkeit genutzt wurde.

## Persönlichkeiten
- Nicolaus von Gersdorf (1629–1702), Jurist und Diplomat; geboren auf dem Doberschützer Gut